# Kora-kora

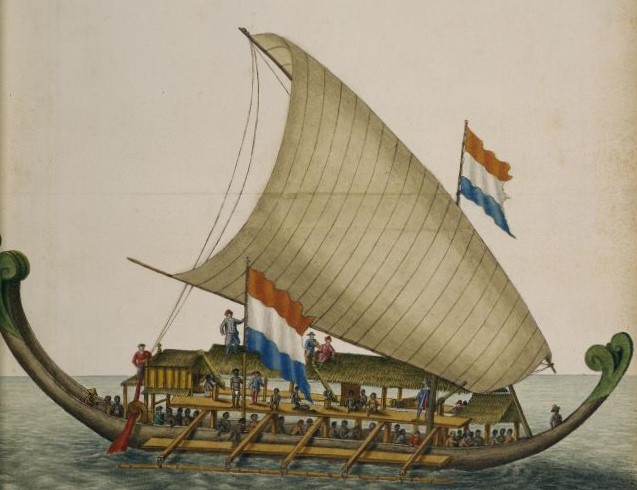
Kora-kora

De kora-kora is een groot roeischip, soms met honderden bemanningsleden, ook aangeduid als staatsieprauw of vlerkprauw. De kora-kora was op de Specerij-eilanden (Molukken) in gebruik als oorlogsschip en voor ceremonieel vertoon. Minstens vanaf de Portugese tijd en gedurende de hoogtijdagen van de VOC in de 17e eeuw werd dit type gebruikt.

## Etymologie
De naam is via het Spaans en Portugees afgeleid van het Arabische qorqora, het meervoud van qarâqir. Het Spaanse woord carraca werd in het portugees coracora en is van daaruit overgenomen in het Ambonees Maleis. Zowel carraca als kora-kora werd door Nederlanders soms vereenvoudigd tot kraak. In de rechtstreekse afleiding van carraca verwijst 'kraak' naar een totaal ander schip, een 15e-eeuws Europees oceaanschip dat nog bekend is van de Spaanse en Portugese ontdekkingsreizen, zie Kraak (zeeschip). Ook de spellingsvarianten caracque en correcorre komen voor.